# Axel Calleberg
Claes Axel Calleberg, född 16 september 1891 i Aspeboda, död 18 december 1959 i Mora, var en svensk präst, skolman och författare.
Calleberg blev filosofie kandidat 1916 och teologie kandidat 1919. Han var amanuens vid Härnösands kulturhistoriska museum 1919, pastorsadjunkt i Sorsele församling 1919–1920, komminister i Arjeplogs församling 1921–1923 och kyrkoherde i Sorsele 1923–1938. Han var även nomadskoleinspektör och folkskoleinspektör.
Calleberg studerade samernas liv, folklore och språk. Han lät föra samiska byggnader till Härnösands friluftsmuseum 1919–1924.
Calleberg gifte sig 1920 med Aina Guttormsen, född 1898. De var föräldrar till Lars Calleberg.
Axel Calleberg är begraven på Sorsele gamla kyrkogård.